# Калошино (станция)
Калошино — железнодорожная станция на линии Смоленск — Сухиничи. Расположена в юго-восточной части области в 7 км к востоку от города Ельня, в 7 км восточнее автодороги Р137 Сафоново — Рославль, южнее автодороги Р96 Новоалександровский(А101)- Спас-Деменск — Ельня — Починок. При станции расположен населённый пункт Колошино.

## История
В годы Великой Отечественной войны в районе станции шли ожесточённые бои, она была дважды была оккупирована гитлеровскими войсками. 1-й раз в июле 1941 года (освобождена в ходе Ельнинской операции), 2-й раз в октябре 1941 года (освобождена в ходе Ельнинско-Дорогобужской операции в 1943 году). Была освобождена 68-й армией.